# جوي هود
جوي هود (بالإنجليزية: Joey Hood)‏ هو سياسي أمريكي، ولد في 11 ديسمبر 1976 في أموري في الولايات المتحدة. حزبياً، نشط في الحزب الجمهوري. وقد انتخب عضو مجلس نواب مسيسيبي.